# Бейкер (округ, Орегон)
Шаблон:StateAbbr_ 44°43′ пн. ш. 117°40′ зх. д. / 44.71° пн. ш. 117.67° зх. д.
Округ Бейкер (англ. Baker County) — округ (графство) у штаті Орегон, США. Ідентифікатор округу 41001.

## Історія
Округ утворений 1862 року.

## Демографія
За даними перепису
2000 року
загальне населення округу становило 16741 осіб, зокрема міського населення було 9605, а сільського — 7136.
Серед мешканців округу чоловіків було 8291, а жінок — 8450. В окрузі було 6883 домогосподарства, 4681 родин, які мешкали в 8402 будинках.
Середній розмір родини становив 2,87.
Віковий розподіл населення поданий у таблиці:
| Стать    | До 15 років | 15-21 | 22-29 | 30-39 | 40-49 | 50-65 | 65-85 | Понад 85 |
| -------- | ----------- | ----- | ----- | ----- | ----- | ----- | ----- | -------- |
| Чоловіки | 1669        | 758   | 528   | 980   | 1327  | 1608  | 1278  | 143      |
| Жінки    | 1559        | 677   | 507   | 993   | 1331  | 1619  | 1466  | 298      |

## Уродженці
- Мирон Ебелл (* 1953) — американський кліматичний скептицист.

## Суміжні округи
- Юніон — північ
- Валлова — північний схід
- Адамс, Айдахо — схід
- Вашингтон, Айдахо — південний схід
- Малер — південь
- Грант — захід

## Виноски
1. ↑  US Decennial Census. US Census Bureau. Архів оригіналу за 26 квітня 2015. Процитовано 25 лютого 2015.
2. ↑  Historical Census Browser. University of Virginia Library. Архів оригіналу за 11 серпня 2012. Процитовано 25 лютого 2015.
3. ↑  Forstall, Richard L., ред. (27 березня 1995). Population of Counties by Decennial Census: 1900 to 1990. US Census Bureau. Архів оригіналу за 19 лютого 2015. Процитовано 25 лютого 2015.
4. ↑  Census 2000 PHC-T-4. Ranking Tables for Counties: 1990 and 2000 (PDF). US Census Bureau. 2 квітня 2001. Архів оригіналу (PDF) за 18 грудня 2014. Процитовано 25 лютого 2015.
5. ↑  State & County QuickFacts. US Census Bureau. Архів оригіналу за 6 липня 2011. Процитовано 14 листопада 2013. [Архівовано 2011-06-20 у Wayback Machine.](англ.) Наведено за англійською вікіпедією.
6. ↑  American FactFinder. Бюро перепису населення США. Архів оригіналу за 26 лютого 2012. Процитовано 31 січня 2008. [Архівовано 2008-05-21 у Wayback Machine.]

| США | Це незавершена стаття з географії США. Ви можете допомогти проєкту, виправивши або дописавши її. |